# Flavius Afranius Hannibalianus
Flavius Afranius Hannibalianus (Szíria, 251 – 292?) római katona, politikus, a 292. év consulja.
Szíriai görög családból származó katona, akinek ifjúkora gyakorlatilag ismeretlen. 270-ben Mediolanumban (ma Milánó) feleségül vette a szintén szíriai görög származású Eutropia Galeria Valeriát. Ekkor már valószínűleg együtt szolgált Marcus Maximianusszal, a későbbi augustusszal. Három gyermekük született, Flavia Maximiana Theodora, akit később Maximianus örökbe fogadott, valamint Dalmatius (mh. 337) és Afranius.
280 körül Maximianus ismeretlen körülmények között feleségül vette Eutropiát és Hannibalianust császárrá emelése után a legmagasabb hivatalokba helyezte, így praetorianus praefectus lett, majd consul is. 292-es consulsága után eltűnik a forrásokból, valószínűleg meghalt.
| Elődei: Caius Iunius Tiberianus és Cassius Dio | Consul 292 collega: Iulius Asclepiodotus | Utódai: Diocletianus és Maximianus |